# Cadu Libonati
Carlos Eduardo Libonati Coelho Ravache Pinto (Rio de Janeiro, 12 de abril de 1994), mais conhecido como Cadu Libonati, é um ator brasileiro. É neto da atriz Irene Ravache.

## Biografia
Nasceu na cidade do Rio de Janeiro. Ele é filho da produtora Regina Libonati e o iluminador Hiram Ravache. Por parte de pai, ele é neto da famosa atriz brasileira Irene Ravache e afilhado do ator Marco Nanini. Em entrevistas, o ator diz não usar o sobrenome famoso Ravache, por querer conquistar o seu espaço na atuação por mérito próprio.

## Carreira de ator
Em 2014, fez a sua estreia na televisão, interpretando o bailarino Jeff na novela Malhação Sonhos da Rede Globo, que acabou fazendo parte do elenco principal da trama.
Em 2015, interpretou o médium Matheus na segunda fase da novela das seis Além do Tempo da Rede Globo.
Em 2016, interpretou Murilo na novela das sete Haja Coração da Rede Globo.
Em 2018, interpretou Hugo na novela das seis Espelho da Vida da Rede Globo.
Em 2019, interpreta o estudante do ensino médio rebelde Merlin na novela das nove A Dona do Pedaço da Rede Globo, onde atua ao lado de Mel Maia.

## Filmografia

### Televisão
| Ano  | Título            | Personagem                | Notas                                                    |
| ---- | ----------------- | ------------------------- | -------------------------------------------------------- |
| 2014 | Malhação Sonhos   | Jefferson Oliveira (Jeff) | Temporada 22                                             |
| 2015 | Além do Tempo     | José Mateus Queiroz       |                                                          |
| 2016 | Haja Coração      | Murilo Duarte             |                                                          |
| 2018 | Espelho da Vida   | Hugo Leitão               |                                                          |
| 2019 | A Dona do Pedaço  | Raul Pacheco (Merlin)     |                                                          |
| 2023 | Rio Connection    | Tenente Eusébio           |                                                          |
| 2024 | Mania de Você     | Walter                    | Episódio: "25 de setembro" Episódios: "17-18 de outubro" |
| 2025 | Guerreiros do Sol | Vicente                   |                                                          |
| 2025 | O Século do Globo | Henrique Caban            |                                                          |

### Cinema
| Ano  | Título               | Personagem |
| ---- | -------------------- | ---------- |
| 2025 | Traição Entre Amigas | David      |

### Internet
| Ano  | Título       | Personagem |
| ---- | ------------ | ---------- |
| 2020 | A Casa da Vó | Bruno      |

## Prêmios e indicações
| Ano  | Premiação   | Categoria     | Indicação                                   | Resultado |
| ---- | ----------- | ------------- | ------------------------------------------- | --------- |
| 2023 | Prêmio APTR | Jovem Talento | Clube da Esquina - Os Sonhos não Envelhecem | Indicado  |

## Ligações Externas
- Cadu Libonati. no IMDb.